# Yaniv Katan
Yaniv Katan (hebreo: יניב קטן) (nació el 27 de enero de 1981 en Qiryat Ata, Israel) es un ex-futbolista israelí que actualmente milita en el Maccabi Haifa pero que pertenece al West Ham United de la Premier League. Katan es uno de los jugadores más internacionales del país y de mayor reconocimiento.
Katan creció futbolísticamente en el Maccabi Haifa, desde donde aterrizó con 9 años, progresando hasta el punto de llegar al primer equipo con 16 años. En 2002, en un encuentro de clasificación para la Liga de Campeones de la UEFA frente FC Haka, se convirtió en el segundo israelí (el primero fue Yossi Benayoun), pero el ariete sólo permaneció 6 meses ante la dura competencia de una buena nómina de delanteros como Marlon Harewood, Teddy Sheringham, Dean Ashton y Bobby Zamora. Yaniv sólo participó en 8 partidos.
- Datos: Q721901
- Multimedia: Yaniv Katan / Q721901